# Рид, Стефан
Стефан Рид (англ. Stefan Read) род. 7 мая 1987 года в Эдмонтон — бывший канадский прыгун с трамплина, участник двух Олимпийских игр.
В Кубке мира Рид дебютировал в ноябре 2005 года, в январе 2006 года впервые попал в тридцатку лучших на этапах Кубка мира. Всего имеет 4 попадания в тридцатку лучших на этапах Кубка мира. Лучшим результатом в общем зачёте Кубка мира является для Рида 65-е место в сезоне 2005-06.
На Олимпиаде-2006 в Турине, показал следующие результаты: нормальный трамплин - 42-е место, большой трамплин - 30-е место, командные соревнования - 15-е место.
На Олимпиаде-2010 в Ванкувере, принимал участие во всех трёх дисциплинах: нормальный трамплин - 47-е место в квалификации, большой трамплин - 46-е место, командные соревнования - 12-е место.
За свою карьеру принимал участие в двух чемпионатах мира, лучший результат 12-е место в командных соревнованиях на чемпионатах мира 2007, а в личных соревнованиях 37-е место на нормальном трамплине на том же чемпионате.
По завершении сезона 2009-10 Стефан Рид завершил профессиональную карьеру.
Использовал лыжи производства фирмы Elan.